# SSV Undine 08
Der Schwimm-Sport-Verein Undine 08 (SSV Undine 08) wurde am 4. August 1908 unter dem Namen Mainzer Schwimm-Gesellschaft Undine 1908 zunächst als reiner Schwimmverein in Mainz gegründet. Der Name geht auf Undine (Mythologie) zurück. Heute verfügt der Verein neben der Schwimmabteilung über eine Bootsabteilung, in der Segel- und Motorbootsport betrieben wird.
Mit dem Wechsel von Angela Maurer, Dimitri Colupaev, Marc-Oliver Stein und dem Trainer Nikolai Jewsejew von der SG EWR Rheinhessen zum SSV Undine 08 engagiert sich der bis dahin eher breitensportlich orientierte Verein seit dem Jahreswechsel 2008/2009 erfolgreich auch im Spitzensport.

## Weblink
- Homepage des SSV Undine 08 e. V. Mainz